# Takeo Takahashi
Takeo Takahashi, född 31 maj 1947 i Tokyo prefektur, Japan, är en japansk tidigare fotbollsspelare.